# Промник (Свентокшиське воєводство)
Промник (пол. Promnik) — село в Польщі, у гміні Стравчин Келецького повіту Свентокшиського воєводства.
Населення — 1335 осіб (2011).
У 1975-1998 роках село належало до Келецького воєводства.

## Демографія
Демографічна структура на день 31 березня 2011 року:
|          | Загалом | Допрацездатний вік | Працездатний вік | Постпрацездатний вік |
| -------- | ------- | ------------------ | ---------------- | -------------------- |
| Чоловіки | 690     | 154                | 485              | 51                   |
| Жінки    | 645     | 135                | 398              | 112                  |
| Разом    | 1335    | 289                | 883              | 163                  |